# قانون اجتماعي
القانون الاجتماعي هو مجموعة من القواعد القانونية التي تنظم علاقات الشغل الفردية والجماعية التي تنشأ بين المشغلين الخصوصيين ومن في حكمهم وبين الأجراء الذين يعملون تحت إشرافهم وتوجيههم نظير أجر، بالإضافة إلى القواعد التي تحكم التأمينات الاجتماعية بما في ذلك الحماية الاجتماعية والضمان الاجتماعي.